# Limnephilus sericeus
Limnephilus sericeus är en nattsländeart som först beskrevs av Thomas Say 1824.  Limnephilus sericeus ingår i släktet Limnephilus och familjen husmasknattsländor. Arten är reproducerande i Sverige. Inga underarter finns listade i Catalogue of Life.